# Art invisuel
 (juillet 2025).
Causes possibles :
- Rédaction non-neutre car ne respectant pas la synthèse équilibrée attendue.
- Plan structurant la page comme une brochure promotionnelle ou une plaquette institutionnelle.
- Nombreuses informations sans réelle pertinence encyclopédique et pourtant montées en épingle. Ceci peut notamment se faire en recourant à des sources primaires ou non centrées, ou encore à un « cherry picking » des sources ; dans certains cas, cette utilisation des sources peut même donner lieu à une « synthèse inédite ».

Rappel : la pertinence des informations est à démontrer par des sources secondaires indépendantes et de qualité traitant le sujet.
L’art invisuel est un art qui existe autrement que sous la forme d’œuvre d’art, matérielle ou immatérielle.

## Définition et interprétations
Il s’agit d’un art dont les propriétés n’obéissent pas aux caractéristiques et aux critères de l’art visuel. Il ne s’agit pas d’un mouvement artistique mais plutôt d’un genre d’art au sein duquel il peut y avoir différents formats et langages et qui inclut une très grande diversité de pratiques. Le changement de paradigme opéré par l’art invisuel dans l’art implique que l’œuvre d’art n’est qu’un format parmi d’autres.
Les démarches qui peuvent être considérées comme invisuelles s’affranchissent de l’œuvre et sont inscrites dans le réel au point qu’on ne peut pas toujours les distinguer de ce qui les entoure. Cet art se dispense de l’œuvre d’art, de l’exposition et du marché de l’art. 
Dans son article, Kévin Bideaux cite Corina Mila Chutaux selon laquelle les pratiques invisuelles sont des « pratiques artistiques hétérogènes qui ont pour point commun le refus de production d’objets d’art ». Corina Mila Chutaux aborde les « arts invisuels », une « catégorie d’art qui se construit en opposition avec l’art visuel ».

## Origine
Une rencontre entre les artistes Alexandre Gurita et Ricardo Mbarkho a eu lieu en 1998 lorsqu’ils étaient étudiants à l’École nationale supérieure des beaux-arts de Paris (ENSBA). Ils ont expérimenté des approches artistiques inédites pour se libérer des enclaves de l’art contemporain. Leurs explorations ont mené à la naissance d’un nouveau genre d’art, qu'Alexandre Guritaa appelé « art invisuel » en 2004. Ce dernier avait observé à Paris, dans les années 1998—2000, des attitudes, projets et démarches artistiques qui existaient autrement que sous forme d’art visuel et notamment d’œuvres d’art, désignées alors comme  « performance », « happening », « situations » ou « art conceptuel ». Alors que ces pratiques d’art visuel étaient bien définies dans l’histoire de l’art, Gurita comprit alors qu’il fallait trouver un mot adapté aux pratiques invisuelles.

## Institutions fondées sur l’art invisuel
La Biennale de Paris répertorie et valorise des artistes invisuels depuis 2000.
L’École nationale d’art de Paris (ENDA) est une école basée sur le concept d’art invisuel et qui consacre à l’art invisuel une ligne de recherche et d’expérimentation (LDRE) donnant aux contours de l’art un espace plus vaste que celui de l’œuvre d’art.
L’École européenne pour l’intégration des migrants par l’art (EEIMA) est une école basée à Bruxelles basée sur l’art invisuel comme un moyen d’adaptation des migrants en Europe.
Le Centre de documentation, de recherche et des applications des offensives (CDRAO) met en exergue le perturbationisme comme le premier mouvement d’art invisuel.

## Événements
De nombreux événements explorant l’art invisuel ont lieu sous les auspices de la Biennale de Paris :
- Biennale de Paris à Chypre[9] du 20 au 23 octobre 2010 à Nicosie, Chypre.
- Biennale de Paris à New York[9] du 24 septembre au 8 octobre 2011 à New York, États-Unis.
- Colloque « Quelle collection d’art pour le futur II ? »[13] le 6 mars 2015 à Paris, Musée d’art moderne de la ville de Paris .
- French Theory : The (In-)visuality Series[14] le 15 octobre 2015 à New York.
- Biennale de Paris à Beyrouth[15] du 27 juin au 3 juillet 2016 à Beyrouth, Liban.
- Biennale de Paris au Guatemala[16] du 1er au 11 novembre 2017 à Guatemala, Guatemala.
- Premier forum mondial des économies de l’art (FoméA) du 22 au 24 juin 2018 à l’Hôtel de Ville de Paris.
- Le colloque international sur l’art invisuel le 14 novembre 2022 à Abidjan, Côte d'Ivoire.

## Citations et réflexions en rapport avec l’invisuel
- Alexandre Gurita : « L’œuvre d'art n’est pas une obligation, c’est une option. »[17]
- Ricardo Mbarkho : « Chacun a de l'art ce que l’art a de lui-même. »[18]
- Ghislain Mollet-Viéville : « Pour moi, il y a bien une œuvre d’art invisuel globale édifiée par la Biennale de Paris, c’est celle de tous ceux qui y participent avec en tête son directeur en tant que méta-artiste. Dès lors, force est de constater qu’en attendant l’extermination de l’art conventionnel, les artistes peuvent toujours – avec des impacts ciblés – le contrecarrer en son sein et ébranler ceux qui s’y consacrent. »[19]
- Paul Robert : « Le sport est probablement une des activités humaines résistantes à l’art. Comme on dirait en médecine d’une bactérie qu’elle est résistante à un antibiotique. »[20]
- Stephen Wright : « À la place de l’œuvre d’art, certains privilégient le processus artistique comme porteur de sens, récusant la subordination du faire à toute finalité extrinsèque. »[21]
- Loïc Couzineau : « Une œuvre n'est-elle pas l'art d'échanger ? »[22]

## Pratiques
L’art invisuel peut prendre toute forme dans la pratique : 
- Alexandre Gurita pratique la captation institutionnelle qui consiste à capter des institutions en toute légalité et à les transformer en institutions critiques de changement[23].
- Ricardo Mbarkho articule le langage et la communication dans un environnement socio-économique et socio-politique qu’il utilise comme médium désesthétisé[24].
- Gary Bigot utilise le thermohygrographe comme métaphore et adopte une pratique basée sur quatre principes : pas de production, pas de promotion, pas de profit, pas de propriété[25].
- Sylvain Soussan propose des services et des produits courants en intégrant l'écologie dans sa pratique-même dans le musée des nuages[26].
- François Deck considère que les décisions qui concernent les citoyens relèvent d’une « esthétique de la décision »[27].
- Liliane Viala travaille avec des employés d’entreprises pour faire valoir leurs gestes mécaniques et dépourvus de créativité[28].
- Jean-Baptiste Farkas utilise le principe du mode d’emploi, des sortes d’instructions écrites à mettre en pratique[29].
- Bernard Brunon fait de la peinture en bâtiment et affirme qu’apposer de la peinture sur une surface constitue l’acte ultime de la peinture[30].
- Mariem Memni développe le chata, un langage qui vise à convertir l’énergie négative en énergie positive au sein d’un groupe[31].
- Gilbert Coqalane considère la perturbation comme un langage et crée le perturbationisme, premier mouvement d’art invisuel[12].
- Elisa Bollazzi se promène dans les lieux d’art et fait des prélèvements d’œuvres d’art, des tout petits fragments d’œuvres d’art qu’ensuite les publics peuvent regarder au microscope dans des « Cabinets de regard »[32].
- L’œuvre de Loïc Couzineau réside essentiellement dans des moments d’échanges et de partages avec les autres. Car ce qui est important pour lui, c’est ce qu'il se passe entre les êtres, c’est-à-dire les dispositifs de passage et les interactions qui touchent essentiellement (et le plus naturellement possible) à l’humain[33]..